# ثواب (اسم)
ثَوَاب هو اسم علم مذكر من أصل عربي، ومعناه هو الجزاء على الأعمال خيرًا وشرًا، وأكثر استعماله في الخير والإحسان.

## الأصل اللغوي
اسم "ثواب" في اللغة العربية يشتق من الجذر اللغوي "ث-و-ب"، الذي يعبر عن المكافأة والجزاء. يُستخدم هذا الاسم بشكل شائع للدلالة على الأجر الروحي أو المادي الذي يُعطى كمكافأة عن الأعمال الصالحة أو الطاعات.

## وصلات خارجية
- موسوعة السلطان قابوس لأسماء العرب نسخة محفوظة 5 أبريل 2019 على موقع واي باك مشين.